# Bromarvs kyrka
Bromarvs kyrka (finska: Bromarvin kirkko) är en kyrka i Bromarv, Raseborg stad, Finland. Den tillhör Ekenäsnejdens svenska församling.
Den nuvarande kyrkan byggdes efter att den gamla kyrkan i februari 1979 brunnit ner av okänd anledning. Den är ritad av arkitekt Carl-Johan Slotte och invigdes den 23 augusti 1981 av Borgå stifts dåvarande biskop John Vikström jämte assistenter.

## Inventarier
Inredningen (stolar, altare m.m.) planerades av inredningsarkitekt Kukkasjärvi och tillverkades av Tenala träalster.
Altartavlan och dopmotiven (Låten barnen komma till mig) är gjorda av konstnären Kaarina Heikinheimo från Vasa.
Transparenterna, antependierna, mässkrudarna och stolorna gjordes av textilkonstnären Barbro Gardberg från Karis.
Vigselryan är designad av elever vid Ekenäs hemslöjdsskola under ledning av lärare Saga Peitso.
Dopfunten gjordes av Mirjam Stäuber.
I kyrkan finns flera votivskepp.
De flesta av ovannämnda inventarier är frivilliga donationer av enskilda personer och föreningar.

### Musikinstrument
Orgeln är tillverkad av Kangasala orgelbyggeri. Den har 19 stämmor och är helt mekanisk.
Flygeln (Steinway & Sons från 1956, modell A, svart, 188 cm) inköptes sommaren 2003.